# 昭和鉄風伝 日本海
昭和鉄風伝 日本海（しょうわてっぷうでん にほんかい）は、1991年に公開された日本のヤクザ映画。浜田雅功の映画デビュー・初主演作品。

## あらすじ
- 昭和末期、バブル崩壊の影響で社会と住民同士の争いが絶えない頃、秋田県の船ヶ崎市では、若者達が地元の漁業に馴染めず都会へ向かい絶望的状況に陥っていた。後に船ヶ崎市のリゾート開発を進める企業が現れるが、それは関西の悪徳建設『竹花工業』の差し金であり、地元の振興暴力団『川辺組』と手を結び、船ヶ崎市全体を牛耳っていた。そのため地元を取り仕切る『矢留組』と対立し、深刻な状況へと発展していく。この事態により矢留組の組長の一人息子、和賀鉄男を船ヶ崎へ呼び戻すが、鉄男は組の任侠道の古い仕来りに馴染めなかった。やがて、鉄男の単独行動がきっかけで川辺組との関係が激化を辿り、川辺組のクラブで知り合った敏樹を付き人に加え、組を抜けた鉄男は仲間とともに、『鉄風隊』を作り上げる。

その後も鉄風隊の勢力は拡大し、これを見兼ねた川辺組と竹花工業は、鉄風隊と手を組み、それぞれの勢力拡大のために利用しようと企む。
この受け入れに鉄男は渋々承諾し、彼等と共に行動するようになる。だがこれを知った矢留組は是が非でも鉄男を取り戻すために、川辺組らと抗争を発展させる。無論、川辺組らも黙ってはおらず、かつて盃を交わした『関西竜神会』と手を結び彼等を船ヶ崎へ呼び寄せ、矢留組との抗争をさらなる激化へ辿る。

## キャスト
鉄風隊
和賀鉄男(隊長)：浜田雅功（ダウンタウン）
脇本正夫：青島健介
院内誠：釼持誠
由利真介：掛田誠
金浦清治：桂島宏樹
矢留組（鉄男の実家）
和賀政吉(組長)：山谷初男
和賀修司(若頭)：内藤剛志
富根剛三(若頭補佐)：粟津號
八能久重(顧問)：安岡力也
川辺組（矢留組の敵対組織）
川辺勇市(組長)：草薙良一
新城勝也(若頭)：飯島大介
竹花興業（関西の悪徳デベロッパー）
竹花茂男(開発本部長)：渡辺哲
安藤義人(秘書)：坂田祥一郎
関西竜神会（竹花興業のパートナー）
松井武(若頭)：清水宏
その他
吉原美佳(鉄男のツレ・売れない歌手)：本田理沙
八森敏樹(美佳の付き人)：神田利則
千鶴子(鉄男の高校の同級生・敏樹の姉)：小野沢知子
キャバレーの支配人：ぼんちおさむ
会社社長：小宮孝泰
パチンコ店店長：Mr.オクレ
喫茶店店長：村上ショージ
矢留組の若い衆：ジミー大西
- ナレーター：大塚明夫

## スタッフ
- 監督・脚本：佐々木正人
- 撮影：佐光朗
- 美術：山田正徳
- 照明：田村文彦
- 録音：松本修
- 編集：北澤良雄
- 音楽：埜邑紀見男
- 音楽プロデューサー：石川光
- 劇中歌：本田理沙「本気!」「ドキュメンタリー」
- アクション監督：横山稔（JAC）
- 音響効果：柴崎憲治（サウンドボックス）
- ポスプロ：にっかつスタジオセンター
- 現像：IMAGICA
- 協力：吉本興業、インフィニティ・プロモーション
- プロデュース：大崎裕伸
- 製作者：長谷川誠、小澤俊晴
- 企画・製作プロダクション：エンボディメント・フィルムズ
- 製作：日本ビクター（1991年にビデオソフトとして市販された）